# Simultanperspektive
Die Simultanperspektive ist eine Darstellungsform von Körpern, bei denen diese aus mehreren Blickrichtungen gleichzeitig erfasst und abgebildet werden. Im Extremfall stellt sie die vollständige Abwicklung der Oberfläche eines Körpers oder zumindest all seiner relevanten Aspekte in der Fläche dar.

## Malerei und Plastik
In der stark stilisierten Tiermalerei und Plastik der indigenen Völker der amerikanischen Nordwestküste wird immer wieder die Simultanperspektive genutzt. Der Übergang zur verdrehten Perspektive bzw. aspektivischen Kombination einzelner getrennter Elemente des Objekts in der Fläche wie in der altägyptischen Kunst ist fließend. Letztere zielte auf ein schrittweises additives Erkennen von auf der Fläche ausgebreiteten, sich nichtüberdeckenden zweidimensionalen Elementen, deren Größe ihrer Bedeutung entsprach.
Auch in der antiken Malerei werden die Bildgegenständen oft von verschiedenen Standpunkten erfasst, wobei das Auge dem Bild entlang wandert und so nacheinander verschiedene Schwerpunkte in ihrer jeweiligen räumlichen Umgebung abtastet. Dabei handelt es sich nicht um Simultanperspektive, sondern um eine Sukzessivperspektive.
Im Mittelalter wurde die Simultanperspektive z. B. für Architekturdarstellungen genutzt. Spätestens mit dem Manierismus verschwand diese Darstellungsform zugunsten der Zentralperspektive, die die Gegenstände dem subjektiven Blick unterwirft, was auch in erkenntnistheoretischer Hinsicht eine Zeitenwende andeutete. Unterstützt wurde dies durch die Camera obscura, die die Möglichkeit bot, den gesehenen Raum auf eine Fläche projizieren und dadurch das subjektiv Gesehene zu objektivieren.

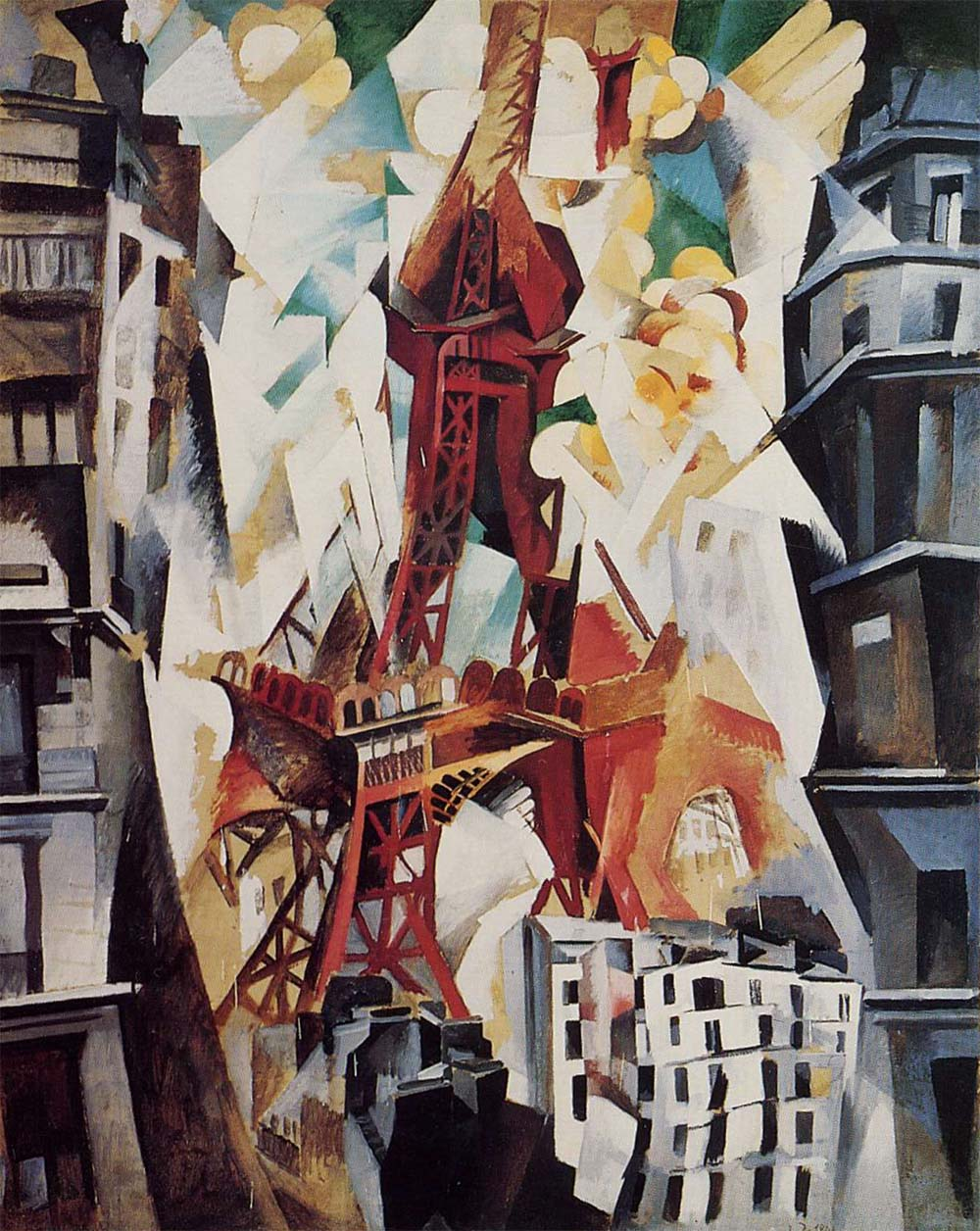
Robert Delaunay: Eiffelturm (1911)

Guillaume Apollinaire forderte um die Wende zum 20. Jahrhundert jedoch die Rückkehr zu einer Darstellungsweise, die den Raum synchron aus unterschiedlichen Blickwinkeln zeigt. Offenbar war künstlerische Innovation nun nicht mehr durch Imitation fotografischer Verfahren möglich. Die Malerei der Frühphase des Kubismus seit 1907 war geprägt durch die Auflösung der Zentralperspektive und die Verwendung der Simultanperspektive. Die Vereinfachung des Objekts durch Verwendung geometrischer Grundformen wie Zylinder, Würfel oder Kegel war bei Cézannes Schülern zu jener Zeit so weit fortgeschritten, dass Picasso (z. B. mit Les Demoiselles d’Avignon) und Georges Braque sich nur davon absetzen konnten, indem sie das Objekt aus mehreren Blickrichtungen gleichzeitig betrachteten. Dafür nutzten sie eine überwiegend zweidimensionale Darstellungsweise, bei der die Räumlichkeit nur angedeutet wird. Sie vermischten Frontal- und Profildarstellung und stellten die Reflexe des Lichteinfalls aus unterschiedlichen Richtungen dar.

## Entwicklungspsychologie
Auch Kinder stellen um das 6. Lebensjahr herum Gegenstände oft so dar, als gingen sie um den Gegenstand herum. Ein Haus wird z. B. so gezeichnet, als ob Vorder-, Seitenansicht und Dach aufgeklappt sind. Damit tragen sie ihrem steigenden Bedürfnis nach Vollständigkeit der Erfassung und Erkennbarkeit vor allem der prägnanten Elemente Rechnung. Wenn sie z. B. eine Figur in einer frontalen Ansicht gestalten, klappen sie die Füße oftmals wie in einer Profilansicht seitlich um („Klappbild“). Ein Tier wird in der Seitenansicht, ein Insekt aber von oben gezeichnet.
Die gleichzeitige Darstellung der Innen- und Außenansicht eines Gegenstandes („Röntgenbild“), wie sie oft durch 5- bis 8-jährige Kinder erfolgt, wird im Allgemeinen nicht als Simultanperspektive bezeichnet, da hier die temporär nicht sichtbaren Aspekte rein analytisch erfasst werden.